# Cold Irons Bound
"Cold Irons Bound" es una canción compuesta por el músico estadounidense Bob Dylan, publicada en 1997 en su aclamado álbum de estudio de 1997 Time Out of Mind y ganadora de un Premio Grammy.
En 2003, fue grabada una versión alternativa de "Cold Irons Bound" para la banda sonora de la película Anónimos. Una versión en directo sería publicada en Japón en el recopilatorio Live 1961-2000: Thirty-Nine Years of Great Concert Performances en 2001. Desde su composición y publicación, el tema "Cold Irons Bound" ha sido interpretado en directo frecuentemente.
Oliver Trager describiría "Cold Irons Bound" como "mordedora", con "una batería rockabilly, órgano distorsionado, y una voz flotando en su propio eco, en la que uno puede oír, parafraseando a "Visions of Johanna", el fantasma de la electricidad aullando desde los huesos de la cara de Dylan."
Por otra parte, Michael Gray también describe detalladamente la canción:

"Hay una interesante tensión, también, en "Cold Irons Bound", quizás con más precisión una interesante inadecuación entre, por una parte, la ventisca electrónica de la música y el frío eco de la voz lamentando su estancia en un letal planeta -campos tornando a color marrón, cielos cubiertos con nubes de sangre, vientos que pueden hacerte llorar, nieblas como arenas movedizas-; y por otro lado, la recurrente búsqueda de la ternura en frases que parecen importadas de otra conciencia. Es decididamente extraño oír sentimientos tan oscuramente "románticos" como:
I found my own, found my one in you
Lookin' at you and I'm on my bended knee
I tried to love and protect you,
lo cual puede traducirse al español como:
Me encontré a mí mismo, a mí mismo en ti
Estoy aquí, mirándote de rodillas
Traté de amarte y protegerte,
y al mismo tiempo una vieja voz defensiva y exhausta articulando:
I'm gonna remember forever the joy we've shared,
lo cual puede traducirse al español como:
Recordaré siempre la alegría que compartimos"

## Premios
- Premio Grammy a la Mejor Interpretación Masculina Vocal de Rock en 1998

## Versiones
"Cold Irons Bound" ha sido versionada por:
- Druha Trava & Peter Rowan en New Freedom Bell (1999)
- Jing Chi en Jing Chi Live (2003)
- Tom Verlaine & The Million Dollar Bashers en I'm Not There (2007)